# Żyła podkolanowa

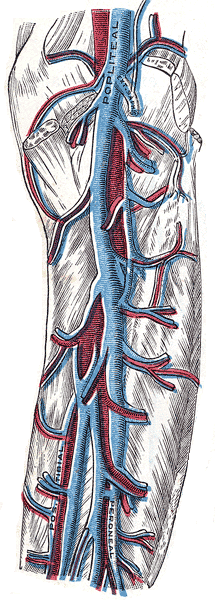
Żyła podkolanowa (niebieska).

Żyła podkolanowa (łac. vena poplitea) – w anatomii człowieka żyła należąca do grupy żył głębokich kończyny dolnej. Leży w dole podkolanowym, tworząc się w jego dolnym kącie, nieco niżej albo nieco wyżej z żyły piszczelowej przedniej i żyły piszczelowej tylnej. Przebiega między nerwem piszczelowym (leżącym bocznie i powierzchownie względem niej) i tętnicą podkolanową (leżącą przyśrodkowo i głębiej od żyły). Tworzą one wspólny powrózek naczyniowo-nerwowy.
Żyła podkolanowa staje się żyłą udową, gdy przechodzi przez rozwór ścięgnisty przywodzicieli, stanowiący wejście do kanału przywodzicieli.